# Bombardeig de Terrassa i Matadepera (gener de 1939)
El bombardeig de Terrassa i Matadepera del gener de 1939 va ser perpetrat per l'aviació del bàndol Nacional durant la Guerra Civil espanyola.

## Context
Catalunya patí intensament bombardejos aeris i navals del bàndol Nacional i dels seus aliats, alemanys i italians, durant la Guerra Civil. Aquests bombardejos es dirigiren contra objectius militars, però especialment sobre els civils, com un mitjà més de la guerra total. El balanç material dels bombardejos sobre les ciutats catalanes fou de més de 1.500 edificis afectats a Barcelona, el 24% de les edificacions de Figueres afectades, el 21% de les edificacions de Reus afectades, 2.138 edificis destruïts a Catalunya, 3.789 edificis parcialment afectats a Catalunya i més 5.000 morts només a Barcelona.

## Descripció
Terrassa va ser bombardejada el dia 24 de gener, a primera hora del matí, per cinc FIAT-BR de la 230a esquadrilla i cinc més de la 231a, que van llançar 80 bombes de 100 kg., caigudes als rodals. Els avions van arribar del Nord. El nucli urbanitzat es va salvar dels atacs. La zona afectada és la situada entre la carretera de Montcada i l'actual avinguda d'Àngel Sallent, a la zona sud-oest de Ca n'Aurell, llavors allunyada del nucli urbà.
Sabadell tenia un aeròdrom estratègic amb esquadrilles de combat regularment estacionades i era una de les seus de l'aviació de caça nocturna que protegia Barcelona. Sabadell, i Terrassa, tenien molts números per patir bombardejos de les tropes franquistes, però no va ser així perquè en qualsevol cas, Terrassa i Sabadell interessaven en un estat més o menys intacte.
El pont de la carretera de Matadepera va ser el tercer objectiu dels Savoia 5-79 de l'aviació italiana peninsular el 25 de gener de 1939. A diferència de Mollet i Sabadell, va ser assignada al XXX Grup de Bombardeig Ràpid, que hi va emprar tres avions de la 280a esquadrilla i dos de la 289. L'objectiu era el pont de la carretera de Sabadell però no el van ensorrar. Les bombes van caure cap a la zona dels carrers de Can Pous i Ricard Marlet, molt a prop de la riera de les Arenes.